# 双生児 (1999年の映画)
『双生児 -GEMINI-』（そうせいじ ジェミニ）は、1999年に公開された日本映画。江戸川乱歩の短編小説「双生児〜ある死刑囚が教誨師にうちあけた話〜」を塚本晋也監督が映画化した。
音楽担当の石川忠は、翌2000年のシッチェス・カタロニア国際映画祭音楽賞を受賞。

## あらすじ
明治末期、大徳寺医院の跡取りとして医師の地位と名誉、そして美しい記憶喪失の妻・りんを手にした雪雄は充実した日々を送っていた。ところが、大徳寺家で不審な出来事が続き、彼の父と母が謎の死を遂げてしまう。そんなある日雪雄は庭を散歩していると、自分と瓜ふたつの男に襲われ、古井戸に投げ捨てられた。
彼を井戸に落とした男・捨吉は、何くわぬ顔をして雪雄に成りすまし、大徳寺家の当主に収まった。捨吉は井戸の中の雪雄に、ふたりは実は双生児であり、捨吉は両親に捨てられて貧民窟で育ったのだと惨めな生い立ちを語り、復讐のため両親の死に関わったのだと打ち明ける。
さらに、貧民窟では、りんと恋仲であったことを話す。捨吉は、井戸の中の雪雄に最低限の飲食物を与え、奇妙な関係を続ける。一方、りんも今の雪雄は捨吉ではないかと気付くが、成りすました捨吉はシラを切り続ける。必死の思いで井戸を脱した雪雄と捨吉は争い、捨吉は死に至る。生還した雪雄は、りんと新たな絆を結び、かつては蔑み、忌避していた貧民窟への往診を行う医師となっていた。

## キャスト
- 大徳寺雪雄、捨吉：本木雅弘
- 大徳寺りん：りょう
- 大徳寺美津枝：藤村志保
- 大徳寺茂文：筒井康隆
- シゲ：もたいまさこ
- 乞食僧侶：石橋蓮司
- 角兵衛：麿赤兒
- 富豪：竹中直人
- 復讐の若者：浅野忠信
- 診療所患者・中年：田口トモロヲ
- 診療所患者・若者：村上淳
- 診療所患者・母親：内田春菊
- 貧民窟の老人：今福将雄
- 滝江：大方斐紗子
- 俊子：広岡由里子
- すず：猪俣由貴
- 子供：溝口遊人
- 刑事：金守珍
- 高木均、矢島健一、武野功雄、井上克一、中原翔子、柳愛里、西川鯉之亟、黒沼弘巳、森塚敏、萬代峰子、平野稔　ほか

## スタッフ
- 原作：江戸川乱歩「双生児〜ある死刑囚が教誨師にうちあけた話〜」
- 監督・脚本・編集：塚本晋也
- 音楽：石川忠
- 撮影：森下彰生
- 照明：まつくましんいち
- 特殊メイク：織田尚
- 美術：佐々木尚
- 装飾：山下順弘
- 衣装：北村道子
- プロデューサー：西村大志
- アソシエイトプロデューサー：鶴岡智之
- 企画・製作者：中澤敏明、古里靖彦
- 製作協力：海獣シアター